# سیارک ۱۰۱۷۶
سیارک ۱۰۱۷۶ (به انگلیسی: 10176 Gaiavettori، نامگذاری:1996CW7) ده هزار و صد و هفتاد و ششمین سیارک کشف شده‌است که در ۱۴ فوریه ۱۹۹۶ کشف شد.
قدر مطلق سیارک برابر ۱۴٫۶۰ است.